# Tinian International Airport
Tinian International Airport (även West Tinian Airport) är en flygplats i Nordmarianerna (USA). Den ligger i kommunen Tinian Municipality, i den södra delen av Nordmarianerna. Tinian International Airport ligger 83 meter över havet. Den ligger på ön Tinian Island.
Terrängen runt Tinian International Airport är platt norrut, men åt sydost är den kuperad. Närmaste större samhälle är San Jose Village, 3,5 km söder om Tinian International Airport. Omgivningarna runt Tinian International Airport är en mosaik av jordbruksmark och naturlig växtlighet.